# Zenodorus variatus
Zenodorus variatus là một loài nhện trong họ Salticidae.
Loài này thuộc chi Zenodorus. Zenodorus variatus được Mary Agard Pocock miêu tả năm 1899.